# Laura Alemán
Pour les articles homonymes, voir Alemán.
Laura Alemán, née le 8 mars 1987 à Ponce (Porto Rico), est une actrice, chanteuse et mannequin américaine d'origine portoricaine.

## Biographie
Laura Alemán est née dans la ville Ponce, le 8 mars 1987. Elle est la fille de la chanteuse Marissa Alemán et la petite-fille de Maria Millán, ancienne professeur d'allemand à l'université Catholique de Ponce à l'école du Sacré Cœur. Elle commence ses études à l'Université du Sacré-Cœur de Puerto Rico comme un étudiant à temps complet. 
Elle passe une audition à la Compagnie théâtrale Physical Theatre Company Polyhymnia, croyant que c'était une école de danse. Mais c'est une école uniquement de théâtre avec un cours de dance. Elle s'est toujours intéressé à l'art dramatique mais elle l'est encore davantage par la dance, qu'elle pratique depuis l'âge de 3 à 18 ans avec Víctor Sosa.
Elle décide de fréquenter la compagnie de Polimnia et finit par apprécier de jouer la comédie, si bien qu'elle s'inscrit dans une agence. Cela lui prend deux mois pour enregistrer sa première publicité pour la Radio Shack pour l'Amérique latine et un film intitulé Lucia Ignacio et autres histoires réalisé par Marcos Zurinaga pour ASSMCA. Elle décide alors de tenter sa chance à New York pour concentrer sa formation dans l'art dramatique au Hunter College.
Elle fréquente alors la fameuse école du Traveling Theatre : elle suit le cours Raul Julia à l'université le matin et prend un train pour aller en ville avec un trajet de deux heures pour étudier dans l'école spécialisée.
Elle participe à un concours dont elle gagne la première place. Ce concours est financé par Vinny Vela, le célèbre acteur de la série américaine The Sopranos.

## Filmographie
- 2007 : Zona Y (série télévisée) : Natalia
- 2008 : Lucía, Ignacio y otras historias (téléfilm) : Cristi
- 2011 : Kalas Café (court métrage) : Ella
- 2012 : I Am a Director : Laura
- 2012 : El Capo (série télévisée) : la criminologue
- 2012 : Medio minuto (court métrage) : Marcela
- 2013 : Sólo Aquí (court métrage)
- 2013 : Rosario (série télévisée) : Cristina
- 2013 : Runner Runner : la masseuse
- 2013 : Chamacas (série télévisée) : Laura Reggeaton
- 2014 : Cleaners (es) (série télévisée) : Matilda
- 2014 : Código (court métrage) : Laura McMarron
- 2014 : Los Reyes: La verdadera historia de Buster y El Camaleón : Yadylis
- 2015 : El Gran Elefante (court métrage) : la fille
- 2015 : From the Tub (court métrage) : Veronica
- 2016 : Andrea y Lorenzo : la fille à la soirée
- 2016 : Match (court métrage) : Amanda
- 2016 : Fragments of Love : Amalia
- 2016 : StartUp (série télévisée) : Brooke
- 2016 : Lo Innombrable: the Unnamable (court métrage) : la policière
- 2016 : Extra-Terrestrials : Andrea
- 2017 : The White Orchid (court métrage) : Elizabeth
- 2017 : Sol de Medianoche : Migdalia
- 2017 : Snowbound : Gabriella
- 2018 : Amor en 266 Millas : Gabriela